# Wiewióreczka
Wiewióreczka (Microsciurus) – rodzaj ssaków z podrodziny wiewiórek (Sciurinae) w obrębie rodziny wiewiórkowatych (Sciuridae).

## Rozmieszczenie geograficzne
Rodzaj obejmuje gatunki występujące w wilgotnych lasach równikowych Ameryki Środkowej i Południowej: Kolumbii, Kostaryce, Nikaragui oraz Panamie.

## Morfologia
Długość ciała (bez ogona) 108–185 mm, długość ogona 80–152 mm; masa ciała 60–170 g.

## Systematyka
Rodzaj zdefiniował w 1895 roku amerykański zoolog Joel Asaph Allen w artykule zatytułowanym Opis nowych amerykańskich ssaków, opublikowanym w czasopiśmie „Bulletin of the American Museum of Natural History”. Gatunkiem typowym jest (oryginalne oznaczenie) wiewióreczka środkowoamerykańska (M. alfari).

### Etymologia
Microsciurus:  μικρος mikros ‘mały’; rodzaj Sciurus Linnaeus, 1758 (wiewiórka).

### Podział systematyczny
Microsciurus jest zagnieżdżony w Sciurus i nie wydaje się być monofiletyczny. Na podstawie cech morfologicznych rozpoznano aż jedenaście gatunków, ale zachodzi potrzeba przeprowadzenia badań filogenetycznych. Do rodzaju należą następujące gatunki:
| Grafika | Gatunek                     | Autor i rok opisu         | Nazwa zwyczajowa                 | Podgatunki         | Rozmieszczenie geograficzne | Podstawowe wymiary                               | Status IUCN |
| ------- | --------------------------- | ------------------------- | -------------------------------- | ------------------ | --- | ------------------------------------------------ | ----------- |
|         | Microsciurus alfari         | (J.A. Allen, 1895)        | wiewióreczka środkowoamerykańska | 6 podgatunków      | Kostaryka, Panama i przyległa zachodnia Kolumbia; marginalnie w południowej Nikaragui; zakres wysokości: do 2600 m n.p.m.                                  | DC: 10,8–14,6 cm DO: 8–13 cm MC: 72–105 g        | LC          |
|         | Microsciurus mimulus        | (O. Thomas, 1898)         | wiewióreczka leśna               | gatunek monotypowy | południowo-zachodnia Kolumbia i północno-zachodni Ekwador                                                                                                  | DC: 13,5–14,8 cm DO: 9,4–11,6 cm MC: około 120 g | LC          |
|         | Microsciurus boquetensis    | (E.W. Nelson, 1903)       |                                  | gatunek monotypowy | endemit Panamy: obecny w prawie całym kraju | DC: brak danych DO: brak danych MC: brak danych  | NE          |
|         | Microsciurus isthmius       | (E.W. Nelson, 1899)       |                                  | gatunek monotypowy | południowo-zachodnia Panama i zachodnia Kolumbia | DC: brak danych DO: brak danych MC: brak danych  | NE          |
|         | Microsciurus santanderensis | (Hernández-Camacho, 1957) | wiewióreczka kolumbijska         | gatunek monotypowy | endemit Kolumbii: pomiędzy rzeką Magdalena i wschodnim Andami, na zachód do górnej części zachodnich Andów (Santander; zakres wysokości: 100–3800 m n.p.m. | DC: 13,3–16 cm DO: 13,6–15,2 cm MC: brak danych  | DD          |
|         | Microsciurus flaviventer    | (J.E. Gray, 1867)         | wiewióreczka amazońska           | gatunek monotypowy | południowa Kolumbia, Ekwador, północno-zachodnie Peru, Boliwia i zachodnia Brazylia; zakres wysokości: poniżej 2000 m n.p.m.                               | DC: 12–16 cm DO: 9,6–15 cm MC: 60–128 g          | LC          |
|         | Microsciurus otinus         | (O. Thomas, 1901)         |                                  | gatunek monotypowy | endemit Kolumbii: góry środkowej i północnej części kraju                                                                                                  | DC: brak danych DO: brak danych MC: brak danych  | NE          |
|         | Microsciurus sabanillae     | H.E. Anthony, 1922        |                                  | gatunek monotypowy | wschodnie zbocza Andów w Ekwadorze i przyległym północno-zachodnim Peru                                                                                    | DC: brak danych DO: brak danych MC: brak danych  | NE          |
|         | Microsciurus similis        | (E.W. Nelson, 1899)       |                                  | gatunek monotypowy | Panama i zachodnia Kolumbia | DC: brak danych DO: brak danych MC: brak danych  | NE          |
|         | Microsciurus simonsi        | (O. Thomas, 1900)         |                                  | gatunek monotypowy | endemit Ekwadoru: środkowa część kraju na zachód od Andów                                                                                                  | DC: brak danych DO: brak danych MC: brak danych  | NE          |

Kategorie IUCN:  LC  – gatunek najmniejszej troski,  DD  – gatunki o nieokreślonym stopniu zagrożenia;  NE  – gatunki niepoddane jeszcze ocenie.